# Sicario
Sicario – amerykański thriller kryminalny z 2015 roku, w reżyserii Denisa Villeneuve’a. W rolach głównych wystąpili: Emily Blunt, Benicio del Toro, Josh Brolin i Victor Garber. Film był nominowany do trzech Oscarów.

## Fabuła
Agentka FBI Kate Macer (Blunt) dołącza do operacji CIA koordynowanej przez Gravera (Brolin). Okazuje się, że operacja ma na celu umożliwienie Alejandro (del Toro), pracującemu zarówno dla wywiadu jak i kartelu z Medellín, krwawej zemsty na bossie narkotykowym z Meksyku (Cedillo).

## Obsada

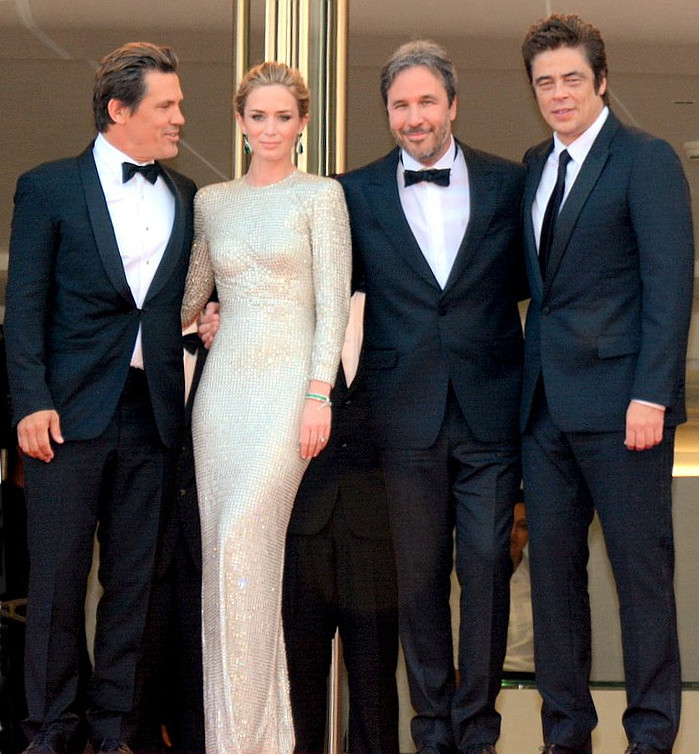
Josh Brolin, Emily Blunt, Denis Villeneuve i Benicio del Toro: reżyser i obsada filmu Sicario na festiwalu w Cannes.

| Aktor                 | Rola              |
| --------------------- | ----------------- |
| Emily Blunt           | Kate Macer        |
| Benicio del Toro      | Alejandro Gillick |
| Josh Brolin           | Matt Graver       |
| Victor Garber         | Dave Jennings     |
| Jon Bernthal          | Ted               |
| Daniel Kaluuya        | Reggie Wayne      |
| Jeffrey Donovan       | Steve Forsing     |
| Raoul Trujillo        | Rafael            |
| Julio Cesar Cedillo   | Fausto Alarcón    |
| Hank Rogerson         | Phil Coopers      |
| Bernardo Saracino     | Manuel Díaz       |
| Maximiliano Hernández | Silvio            |

## Odbiór

### Box office
Budżet filmu wyniósł 30 milionów dolarów W Stanach Zjednoczonych i Kanadzie film zarobił łącznie 46,9 miliona dolarów. W innych krajach zyski wyniosły 38 milionów USD, a łączny zysk 84,9 miliona.

### Krytyka w mediach
Film spotkał się z pozytywną reakcją krytyków. W serwisie Rotten Tomatoes 92% z 281 recenzji jest pozytywne, a średnia ocen wyniosła 8,10/10. Na portalu Metacritic film ma średnią ocen z 48 recenzji wynoszącą 82 punkty na 100.

## Sequel
W czerwcu 2018 roku pojawił się film Sicario 2: Soldado w reżyserii Stefano Sollimy. W planach jest kolejna część serii, wstępnie zwana Sicario: Capos.